# Pioggiola
Pioggiola [pjɔdʒɔla] est une commune française située dans la circonscription départementale de la Haute-Corse et le territoire de la collectivité de Corse. Elle appartient à l'ancienne piève de Giussani.

## Géographie

### Situation
Avec Mausoléo, Olmi-Cappella et Vallica, Pioggiola est l'une des quatre communes de la piève de Giussani, une microrégion montagneuse de l'arrière-pays balanin située dans la partie septentrionale du parc naturel régional de Corse, au nord-ouest de l'île.

« Géographiquement, Giussani appartient à la côte intérieure, puisque ses eaux vont se jeter dans la mer à l'est ; sa rivière, en effet, se jette dans le Golo à un endroit appelé Tarbo. La rivière de Giussani est appelée dans la montagne Tartaggine et dans la plaine Teggiatese ; elle sert de limite entre cette piève même, qui renferme sept villages, et celle de Caccia. »

— Mgr Agostino Giustiniani in Dialogo, traduction de l'abbé Letteron in Histoire de la Corse, Bulletin de la Société des sciences historiques & naturelles de la Corse – Tome I - 1888. p. 20

### Géologie et relief

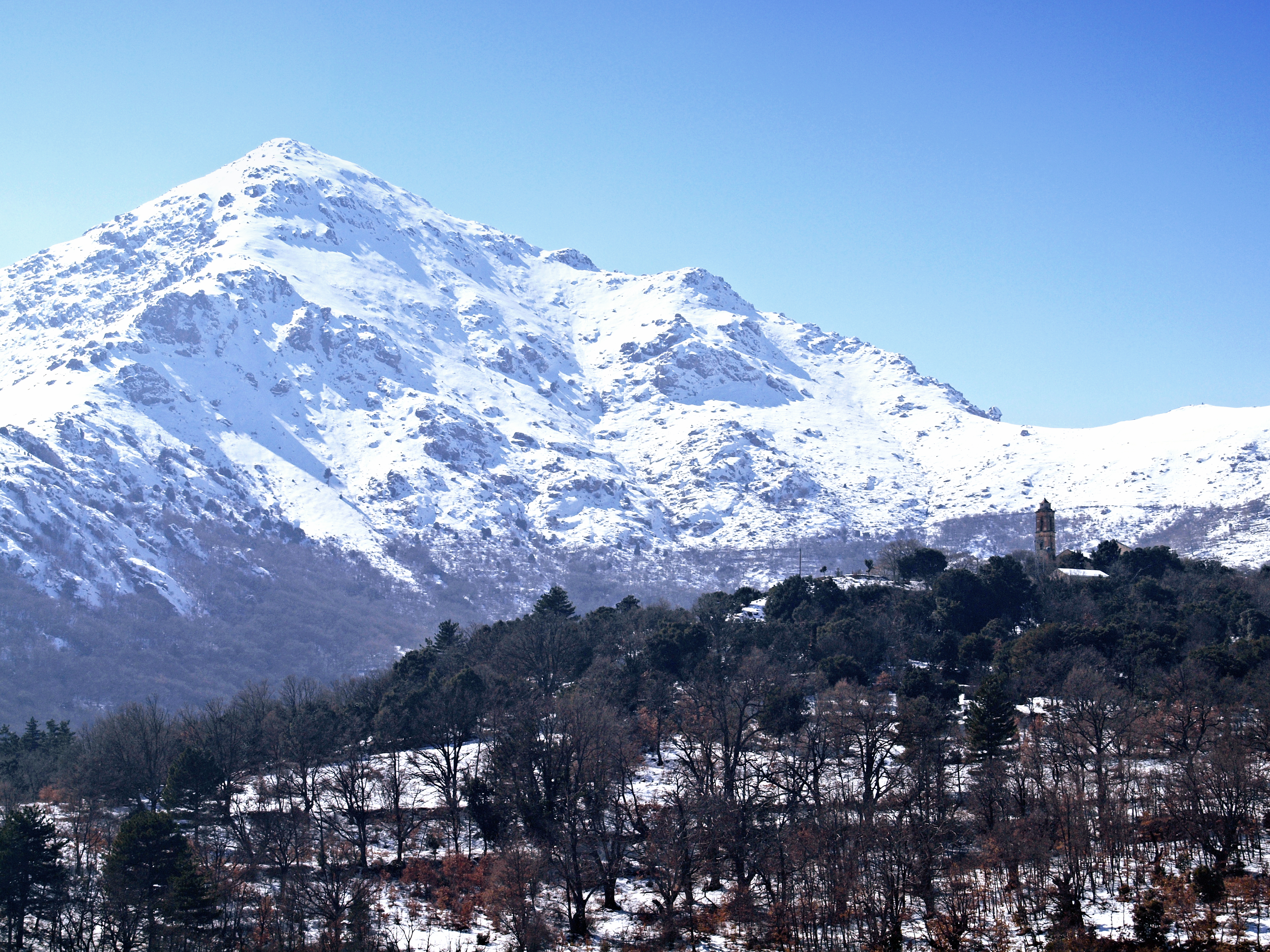
Le San Parteo.

Pioggiola se situe dans la « Corse occidentale » ancienne, constituée pour l'essentiel de roches granitiques, où s'élèvent les plus hauts sommets de l'île, et qui constitue une véritable barrière entre les deux départements actuels. Cette partie de l'île est séparée de la « Corse orientale » où dominent les schistes, par une dépression centrale, un sillon étroit constitué pour l'essentiel de terrains sédimentaires secondaires et tertiaires qui coupe l'île du nord-ouest au sud-est, depuis l'Ostriconi jusqu'à Solenzara.
Avec une superficie de 18,59 km2, Pioggiola est la troisième des quatre communes du Giussani dont elle occupe la partie nord-ouest.
Son territoire est une longue bande de terre orientée dans un axe SO - NE. Il se situe au nord du massif du monte Cinto, à l'adret de la partie septentrionale de la chaîne principale de l'île qui forme ici un vaste cirque montagneux, comprenant notamment le monte Padro sommet emblématique qui culmine à 2 393 mètres d'altitude. Le plus haut sommet communal est le San Parteo (1 680 m).
Limites territoriales
Les limites de son territoire sont définies depuis l'ouest par une ligne de crêtes partant de la bocca di Pozzi (1 729 m), remontant par le monte Grosso (1 937 m - Zilia), la cima Caselle (1 622 m - Feliceto), le San Parteo (1 680 m), le monte Tolu (133 m) jusqu'au nord de la bocca di a Battaglia (1 099 m). Les limites orientales descendent par la cima di Tornabue (1 285 m) jusqu'à la bocca di a Scoperta (959 m) presque en ligne droite, puis repartent vers l'ouest vers le ruisseau de San Parteo, suivent son cours jusqu'à sa confluence avec la rivière de Melaja ; tout le cours supérieur de la rivière sépare Pioggiola de la commune de Mausoléo, déterminant à la fois les limites septentrionales de la forêt de Tartagine-Melaja.

### Hydrographie

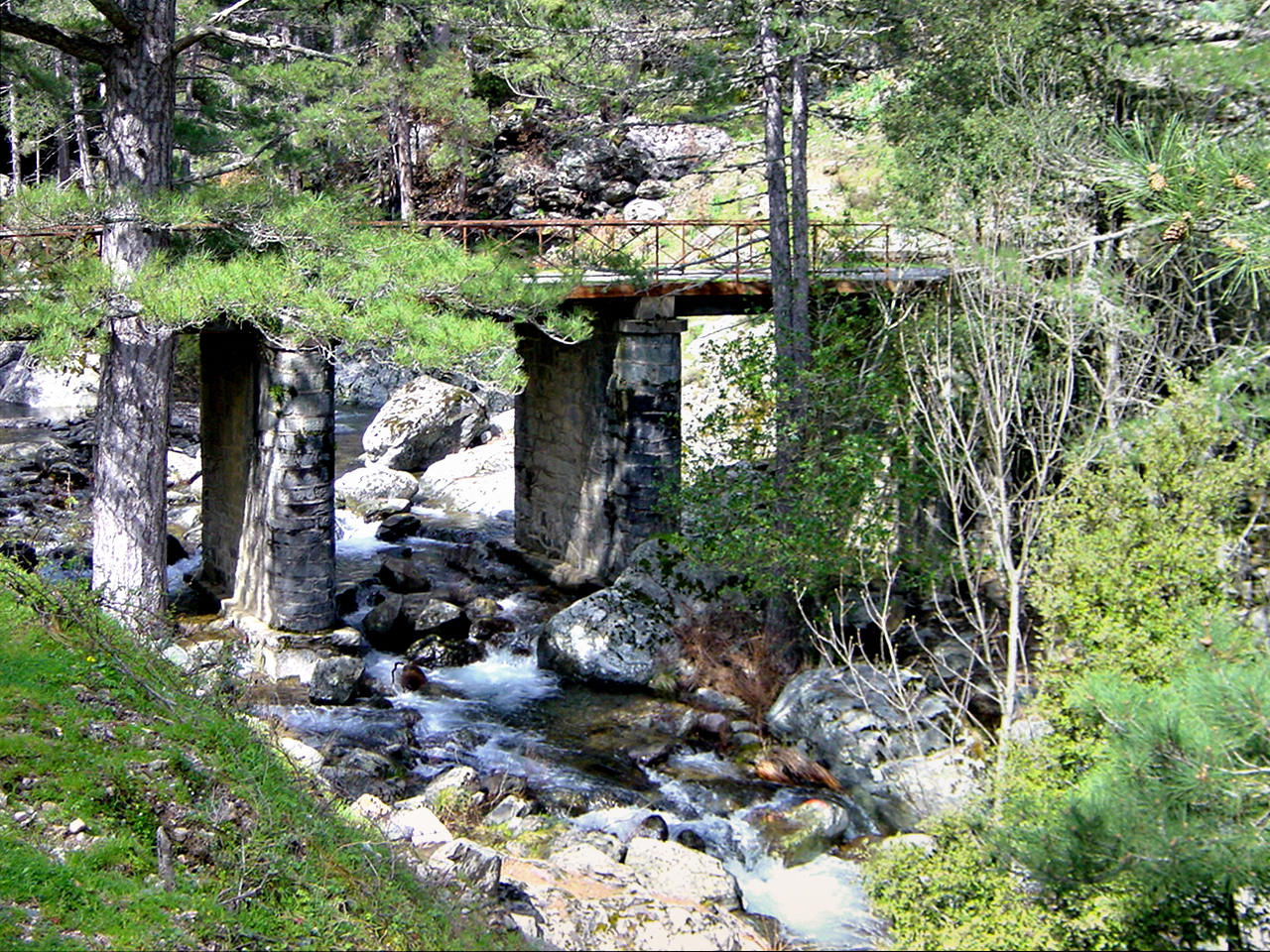
Pont de Melaja de la route D 963.

La rivière de Melaja est le principal cours d'eau de la commune. Longue de 8,2 km, elle est un affluent de la Tartagine.
Le ruisseau de Forcili (autres toponymes ruisseau de Francioni, ruisseau d'Alzello, ruisseau de Sardi), qui porte en amont le nom de ruisseau de Sardi, prend naissance sur le territoire communal, au flanc du San Parteo. Il est un autre affluent de la Tartagine.

### Climat et végétation

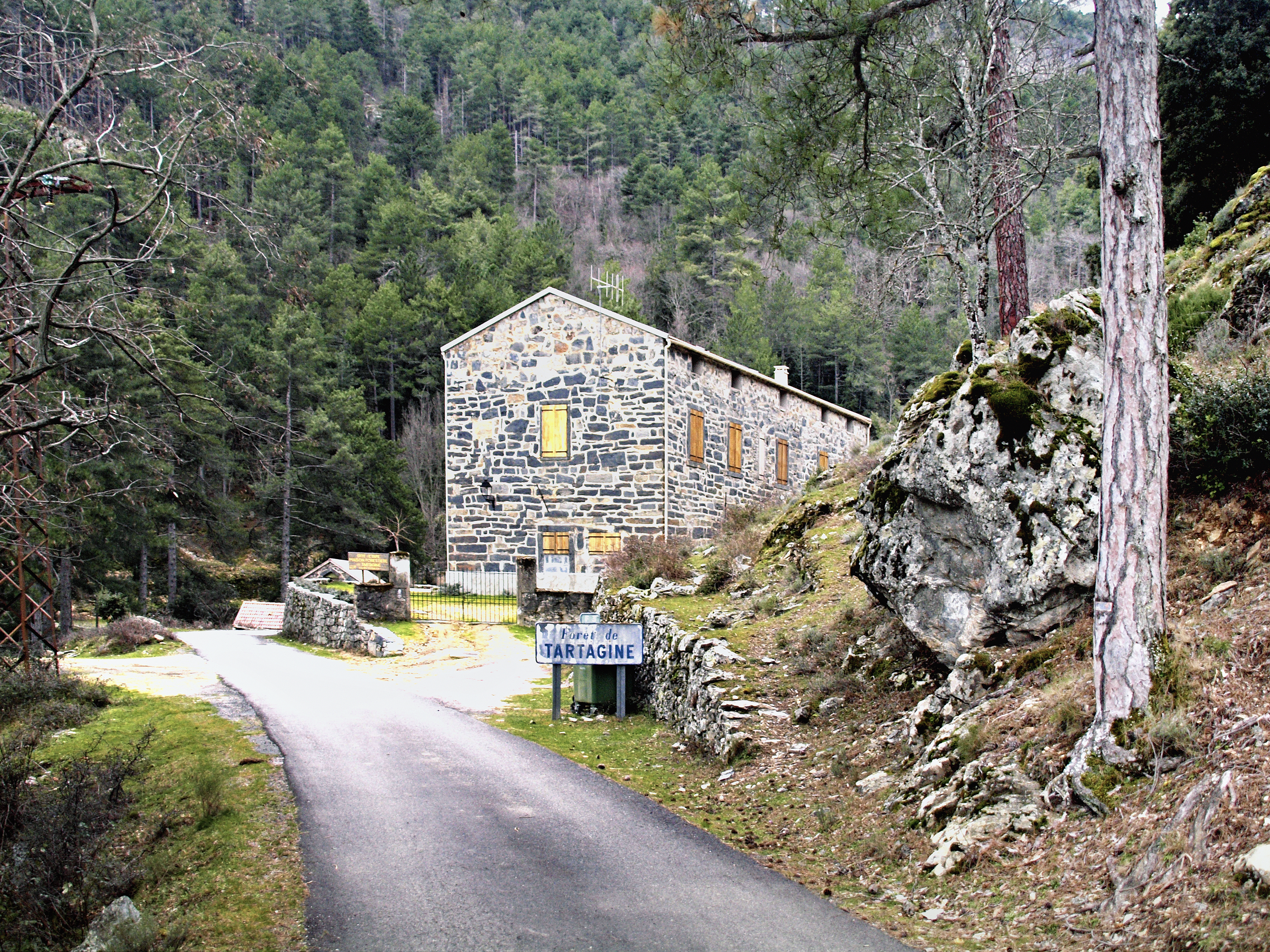
Maison forestière de Tartagine.

Pioggiola est une commune de montagne, à une altitude moyenne de 1 000 m. Protégée par un haut rideau montagneux des forts courants d'ouest qui balayent la Balagne, la commune est "verte" et fraîche l'été. L'hiver, l'alentour du village qui est composé essentiellement d'arbres à feuillage caduc, le décor est totalement différent. Il neige plusieurs fois et le manteau neigeux se maintient durant plusieurs semaines sur les hauteurs. La couverture végétale est surtout constituée de forêts, longtemps épargnées des grands incendies hormis celui de l'automne 2003 qui a détruit une grande partie de la forêt de résineux de Tartagine-Melaja.
La partie occidentale de la commune possède une couverture forestière de résineux (pins Laricio) avec deux forêts situées au nord de la forêt territoriale de Tartagine-Melaja, accessibles par les pistes forestières de cette dernière, sur la rive droite de la rivière de Melaia :
- la forêt communale indivise de Mausoléo - Olmi-Cappella - Pioggiola,
- la forêt communale indivise de Mausoléo - Pioggiola.

En franchissant le col de Battaglia ou bocca di a Battaglia (altitude 1 099 m), pour se rendre à Pioggiola depuis Speloncato, on découvre soudainement une forêt de châtaigniers et de chênes pubescents séculaires le long de la route jusqu'au fond de la vallée. Au loin, on aperçoit les pins laricio de la forêt de Tartagine-Melaja couvrant les flancs des hautes montagnes du Giussani.

### Voies de communication et transports

#### Accès routiers
L'accès principal au Giussani se fait par la route D 963 qui prend naissance au lieu-dit Toccone sur la route nationale 2197 et qui se termine en cul-de-sac à la maison forestière de Tartagine-Melaja.
La route D 63 est l'autre accès au Giussani. Elle part de Speloncato pour rejoindre la D 963 à Pioggiola, et permet de se rendre directement au village via la bocca di a Battaglia, un col à (1 099 m) d'altitude, praticable avec équipements spéciaux plusieurs jours en hiver. Avec la D963, la D63 dessert tous les hameaux de la commune.

#### Transports
Le village de Pioggiola est distant par route, de 42 km du port de commerce de L'Île-Rousse, de 44 km de celui de Calvi, de 41 km de la gare des CFC de L'Île-Rousse, et de 44 km de l'aéroport de Calvi-Sainte-Catherine.

## Urbanisme

### Typologie
Au 1er janvier 2024, Pioggiola est catégorisée commune rurale à habitat dispersé, selon la nouvelle grille communale de densité à sept niveaux définie par l'Insee en 2022.
Elle est située hors unité urbaine et hors attraction des villes,.

### Occupation des sols
L'occupation des sols de la commune, telle qu'elle ressort de la base de données européenne d’occupation biophysique des sols Corine Land Cover (CLC), est marquée par l'importance des forêts et milieux semi-naturels (97,1 % en 2018), une proportion identique à celle de 1990 (97 %). La répartition détaillée en 2018 est la suivante : 
espaces ouverts, sans ou avec peu de végétation (42,9 %), forêts (31,7 %), milieux à végétation arbustive et/ou herbacée (22,5 %), zones agricoles hétérogènes (2,9 %). L'évolution de l’occupation des sols de la commune et de ses infrastructures peut être observée sur les différentes représentations cartographiques du territoire : la carte de Cassini (XVIIIe siècle), la carte d'état-major (1820-1866) et les cartes ou photos aériennes de l'IGN pour la période actuelle (1950 à aujourd'hui).

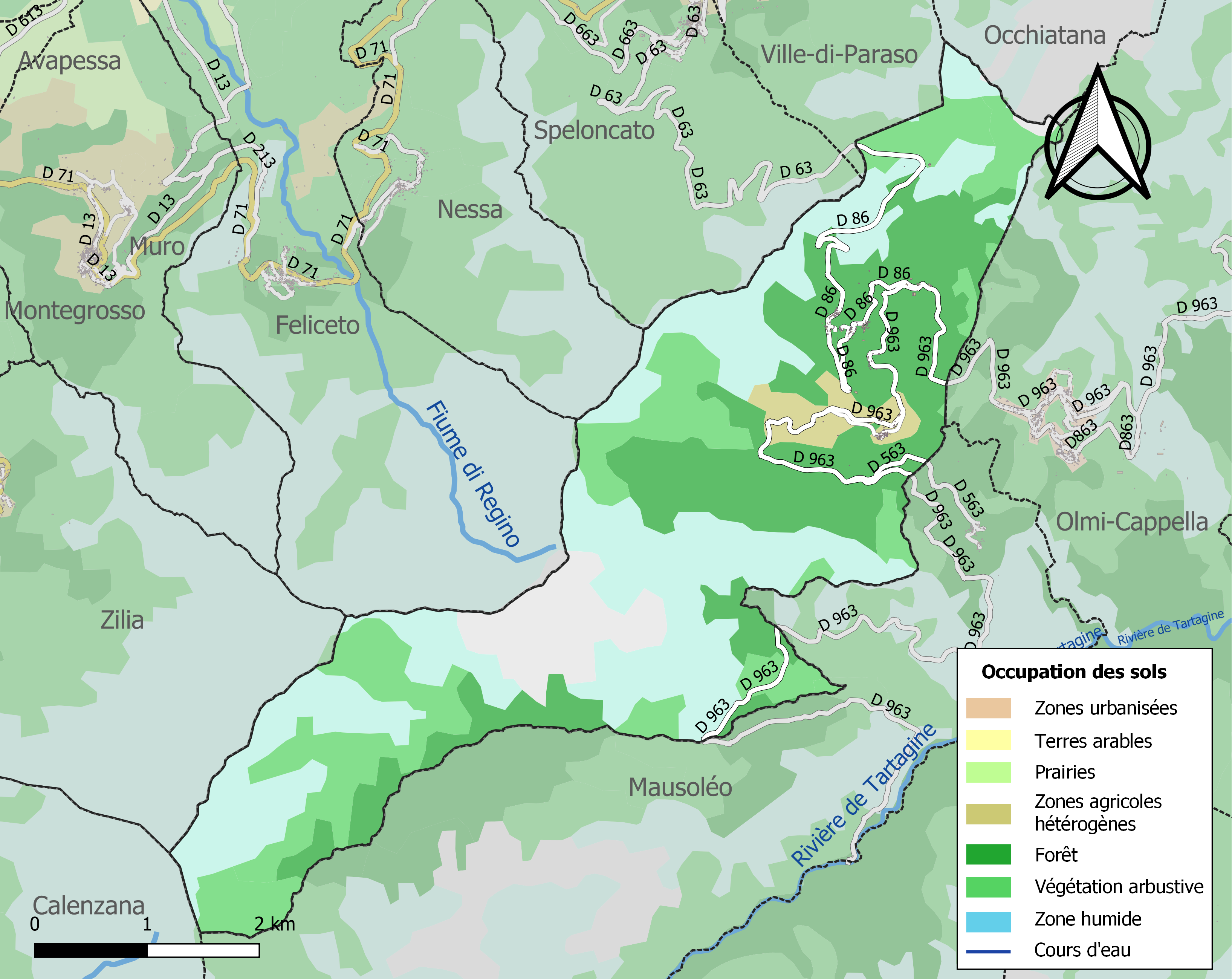
Carte des infrastructures et de l'occupation des sols de la commune en 2018 (CLC).

### Pioggiola
Pioggiola est le village le plus haut du Giussani. Les constructions sont étagées sur le flanc de la montagne sous une crête à plus de 1 200 m d'altitude. Son principal quartier se nomme Bornolacce. La mairie s'y trouve. Elle est ouverte les lundis et vendredis, de 9 à 11 heures.
Les principaux points forts de la commune, savoir l'église paroissiale Santa Maria Assunta, la chapelle de Confrérie San Parteu, le Monument aux morts et le cimetière qui sont situés en dehors des habitations, sont alignés le long d'un éperon rocheux à 880 m d'altitude, dominant la microrégion du Giussani.
Les maisons, anciennes pour la plupart, sont regroupées et ne présentent pas de murs aux pierres apparentes. Les toits sont couverts en tuiles rouges.
La faible population de Pioggiola se répartit entre le petit village bâti le long d'une pente (843 m) et ses hameaux :

### Forcili

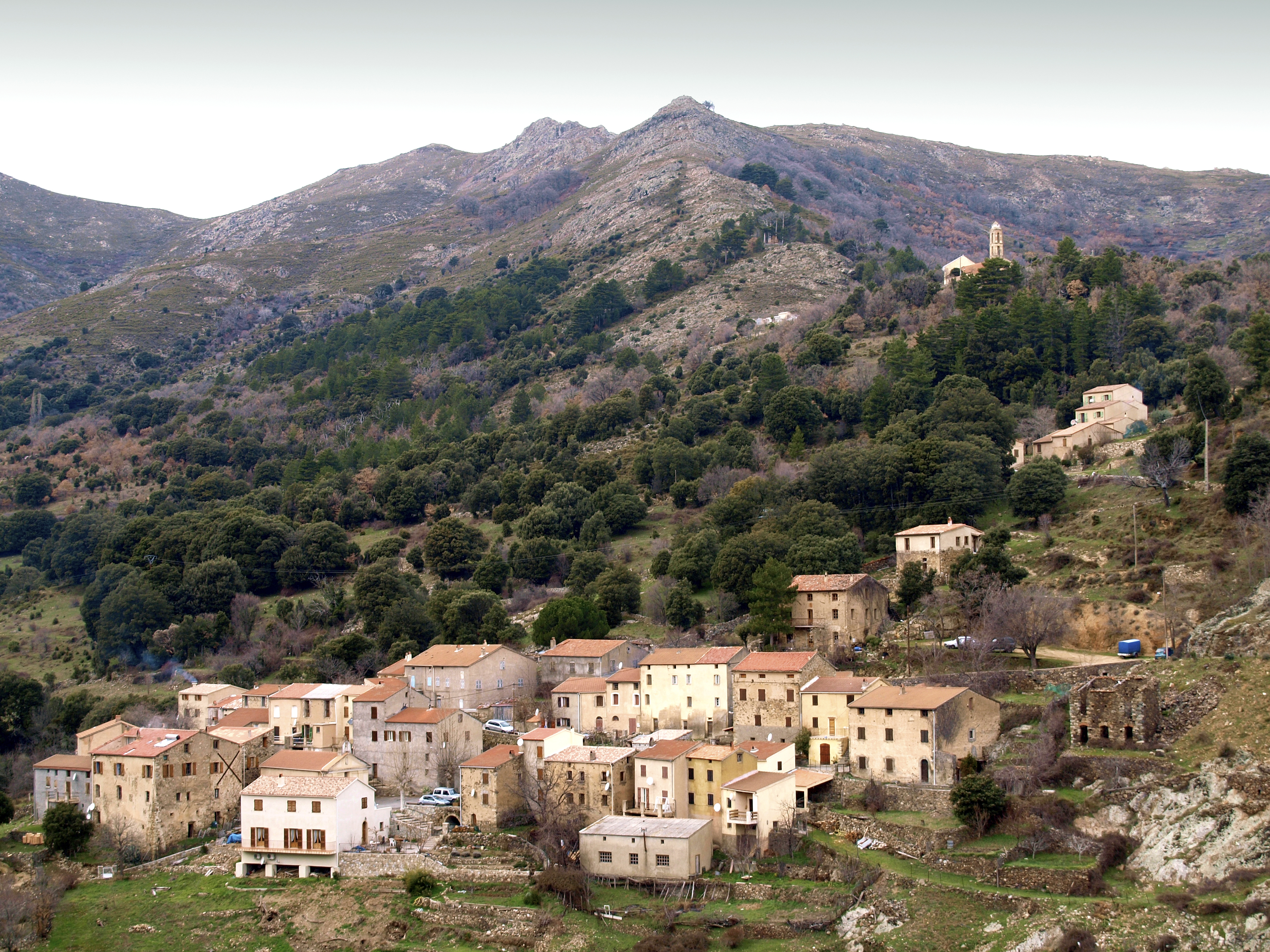
Hameau de Forcili.

Forcili est un village ancien situé au sud du village de Pioggiola, devenu aujourd'hui son hameau. Il est construit à 773 m d'altitude. S'y trouvent la mairie, une chapelle au milieu du village ainsi qu'un ancien pont génois sur le ruisseau de Forcili.

### Calchisalti

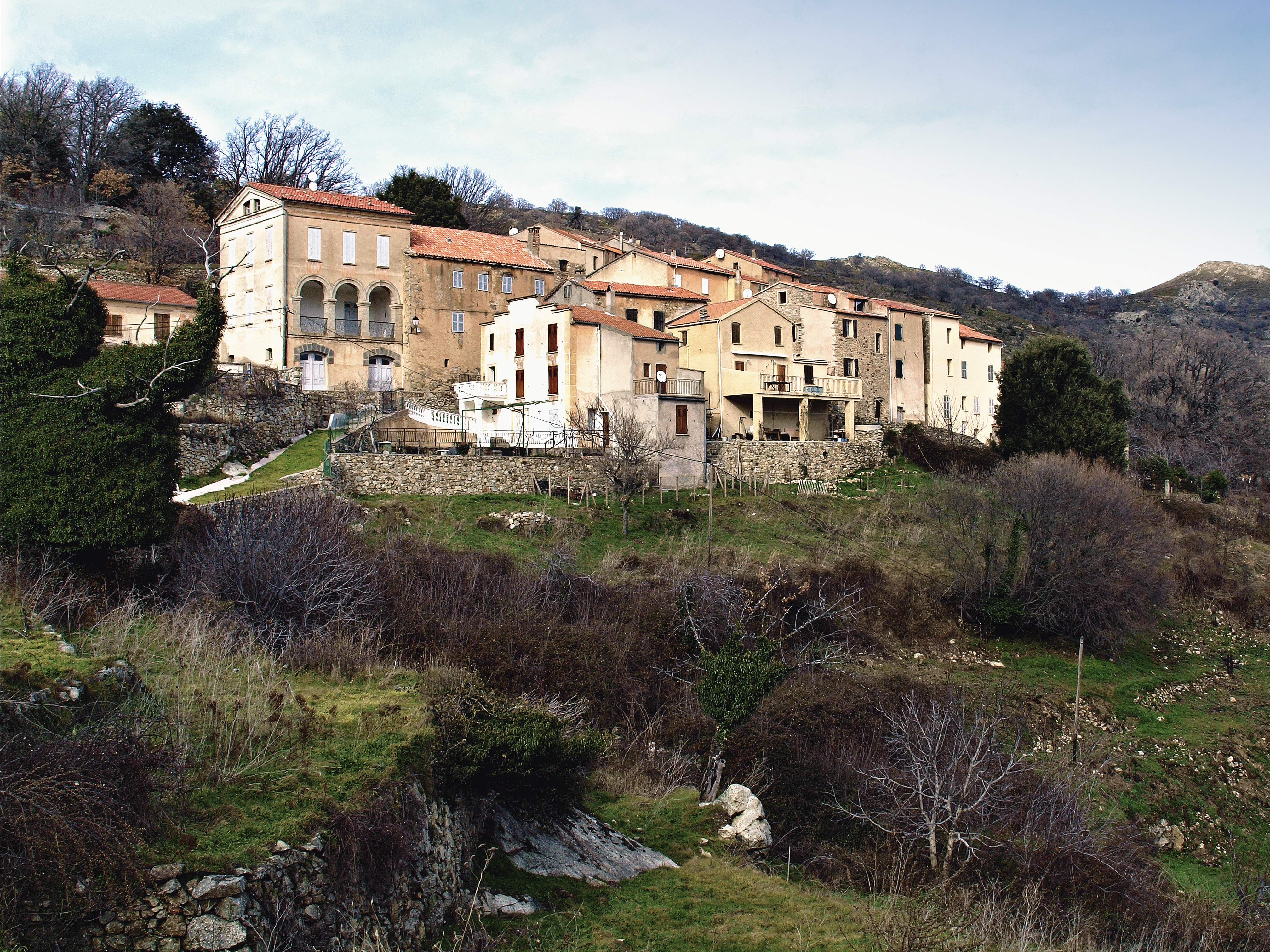
Hameau de Carchisalti.

Calchisalti est un hameau au nord-ouest du village.

### Tombalacce
Le hameau de Tombalacce est situé à l'ouest du village, entre celui-ci et le quartier de Bornolacce, à (903 m) d'altitude.

## Toponymie
Le nom corse de la commune est Pioggiula /ˈpjod͡ʒula/. Ses habitants sont les Piuggiulaschi

## Histoire

### Préhistoire
Des objets datant de l'âge de la pierre ont été trouvés près du col de Battaglia. « Les pointes de flèches de l'âge de la pierre trouvées en Corse se divisent en deux grandes catégories : certaines allongées (comme dans les îles qui séparent l'Italie de la Corse), sont du type italien ; d'autres plus triangulaires, à barbelures plus prononcées et à pédoncule mieux proportionné sont de forme française. On en trouve de semblables dans les dolmens des Causses, de la Lozère et de l'Hérault. Ces pointes de flèches ont été trouvées à la surface du sol sur le mont Padro, qui domine le canton d'Olmi-Cappella ; sur le pic del Santo, près de Palasca, au-dessus d'Occhiatana ; près du Pian della Battaglia et sur le territoire de Belgodere ».

### Moyen Âge
Au XIe siècle, la piève de Giussani était un territoire des marquis de Massa di Corsica descendants du marquis Alberto qui aurait chassé les Sarrasins de Rome et contribué à la défense de la Corse. Leur pouvoir s'étendait sur tout le Deçà-des-Monts.
Les pièves de Giussani et de Caccia furent ruinées par la guerre que se livrèrent au cours de la seconde moitié du XIVe siècle les marquis de San Colombano di Caccia avec Orlando, fils de Guglielmo Cortinco.

### Temps modernes
Peu avant l’annexion de l’île par la France en 1769, la pieve de Giussani avait 6 villages, Pogiolo, Porcoli, Mausoleo, Uallica, Olmi, e Capella, et comptait 810 habitants. La pieve civile était dans le ressort de la « Giurisditione di Algagliola e Calvi ... II. Pieve di Giussani : Poggiolo, e Porcili 303. Mausoleo 96. Vallica 68. Olmi, e Capella 344 ». Sur le plan religieux, le Giussani relevait du diocèse d'Accia et Mariana.
- 1768 - La Corse est réunie au royaume de France, et passe sous administration militaire française.
- 1786 - Le vicomte de Barrin est nommé le gouverneur général, commandant en chef de Corse.
- 1789 - Fin août, les habitants de Calvi adoptent la cocarde tricolore. Le 30 novembre, l’île de Corse est déclarée province française, propriété du royaume de France. Pioggiola se trouve dans la juridiction royale de Calvi et Balagna.

Le 14 décembre, par une nouvelle loi d’organisation municipale, les anciennes communautés ou paroisses prennent le nom de communes. Le premier officier municipal qu’on appelait en Corse podestà, prend le titre de maire.
Le 22 décembre, la Constituante divise la France en 83 départements. Est ainsi créé le département de Corse avec Bastia comme préfecture. Les anciennes communautés ou paroisses prennent le nom de communes. la commune se nommait Pioggiola. Armand-Louis de Gontaut, duc de Biron, précédemment duc de Lauzun, est nommé par le roi gouverneur de la Corse.
- 1790 - 26 février, la Corse est partagée en neuf districts (ex-juridictions) : Bastia, Oletta, A Porta, Cervioni, Corti, l’Isula Rossa, Aiacciu, Tallà et Vicu. Le district est partagé en cantons (ex-pievi), le canton en communes. Pioggiola se trouve dans le district de l’Isula Rossa.

Le 12 juillet, les cinq diocèses de la Corse (Ajaccio, Aléria, Bastia, Mariana et Nebbio) sont ramenés à un seul.
- 1793 - 11 août, la Convention divise l'île en deux départements : El Golo, l'actuelle Haute-Corse (chef-lieu : Bastia, districts : Bastia, Calvi et Corti) et Liamone, l'actuelle Corse-du-Sud (chef-lieu : Aiacciu, districts : Aiacciu, Vicu et Sartè). Pioggiola se retrouve dans le canton de Patro, dans le district de Calvi, dans le département de El Golo. La piève de Giussani devient le canton de Patro.
- 1801 - Sous le Consulat[Note 3], la commune de Pioggiola est toujours dans le canton de Patro, dans l'arrondissement de Calvi et le département d'El Golo.
- 1811 - Par décret du 18 avril 1811 de Napoléon Ier, les départements d'El Golo et du Liamone sont fusionnés pour former le département de Corse.
- 1828 - Pioggiola passe du canton du Patro dans celui d'Olmi-Capella[11].

### Époque contemporaine
- 1954 - La commune de Pioggiola comptait 196 habitants ; elle n'en compte plus que 90 en 2008.
- 1973 : Pioggiola intègre le nouveau canton de Belgodère qui est créé avec la fusion imposée des anciens cantons de Muro, Belgodère et Olmi-Cappella.
- 1975 - La Corse est à nouveau partagée en deux départements. Pioggiola se trouve dans celui de Haute-Corse.

## Politique et administration

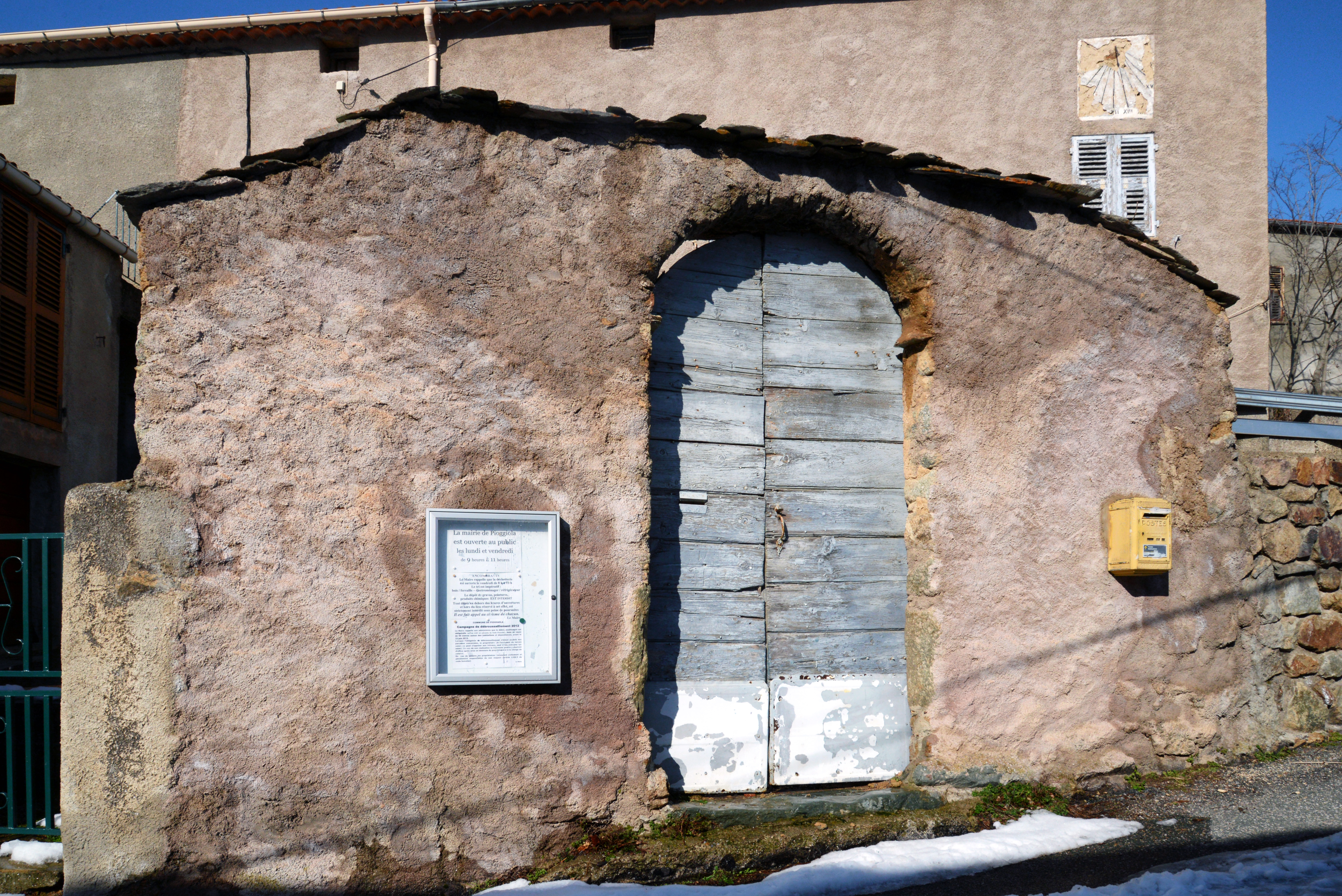
La mairie à Forcili.

### Liste des maires
| Période                                  | Période        | Identité                    | Étiquette          | Qualité  |
| ---------------------------------------- | -------------- | --------------------------- | ------------------ | -------- |
| 1850                                     | ?              | Casanova                    |                    |          |
| 1866                                     | ?              | Antoine-Toussaint Colombani |                    |          |
| 1871                                     | ?              | Alexandre Colombani         |                    |          |
| 1876                                     | ?              | Clément Casanova            |                    |          |
| 1890                                     | 1893           | Zéphirin Colombani          |                    |          |
| 1893                                     | septembre 1902 | François Casanova           |                    |          |
| avant 1981                               | 1983           | Vincent Renucci             | DVG                |          |
| 1983                                     | 1988           | Paul Argenti                |                    |          |
| mars 2001                                | juin 2020      | Christian Argenti           | PRG                | Retraité |
| juin 2020                                | en cours       | Antone Casanova             | Nationaliste corse |          |
| Les données manquantes sont à compléter. |                |                             |                    |          |

## Population et société

### Démographie
L'évolution du nombre d'habitants est connue à travers les recensements de la population effectués dans la commune depuis 1800. Pour les communes de moins de 10 000 habitants, une enquête de recensement portant sur toute la population est réalisée tous les cinq ans, les populations de référence des années intermédiaires étant quant à elles estimées par interpolation ou extrapolation. Pour la commune, le premier recensement exhaustif entrant dans le cadre du nouveau dispositif a été réalisé en 2004.

En 2022, la commune comptait 86 habitants, en stagnation par rapport à 2016 (Haute-Corse : +5,15 %, France hors Mayotte : +2,11 %).
| 1800 | 1806 | 1821 | 1831 | 1836 | 1841 | 1846 | 1851 | 1856 |
| ---- | ---- | ---- | ---- | ---- | ---- | ---- | ---- | ---- |
| 410  | 474  | 474  | 415  | 460  | 479  | 523  | 522  | 525  |

| 1861 | 1866 | 1872 | 1876 | 1881 | 1886 | 1891 | 1896 | 1901 |
| ---- | ---- | ---- | ---- | ---- | ---- | ---- | ---- | ---- |
| 533  | 513  | 534  | 512  | 476  | 518  | 525  | 528  | 534  |

| 1906 | 1911 | 1921 | 1926 | 1931 | 1936 | 1946 | 1954 | 1962 |
| ---- | ---- | ---- | ---- | ---- | ---- | ---- | ---- | ---- |
| 505  | 504  | 503  | 504  | 518  | 403  | 256  | 196  | 119  |

| 1968 | 1975 | 1982 | 1990 | 1999 | 2004 | 2006 | 2009 | 2014 |
| ---- | ---- | ---- | ---- | ---- | ---- | ---- | ---- | ---- |
| 83   | 79   | 34   | 49   | 69   | 82   | 88   | 91   | 87   |

| 2019 | 2022 | - | - | - | - | - | - | - |
| ---- | ---- | - | - | - | - | - | - | - |
| 84   | 86   | - | - | - | - | - | - | - |

### Enseignement
L'école primaire publique la plus proche est celle d'Olmi-Cappella, à 4 km. Le collège Pascal-Paoli et le lycée de Balagne de L'Île-Rousse sont à 40 km.

### Santé
Les médecins les plus proches se trouvent à Belgodère (25 km) et à Santa-Reparata-di-Balagna (28 km). Le centre hospitalier intercommunal Corte-Tattone est distant de 56 km, et le Centre hospitalier général de Bastia de 78 km. Une pharmacie se trouve à Belgodère. Des infirmiers sont installés à Olmi-Cappella et à Belgodère.

### Cultes
L'église paroissiale Santa Maria Assunta relève du diocèse d'Ajaccio.

### Manifestations culturelles et festivités

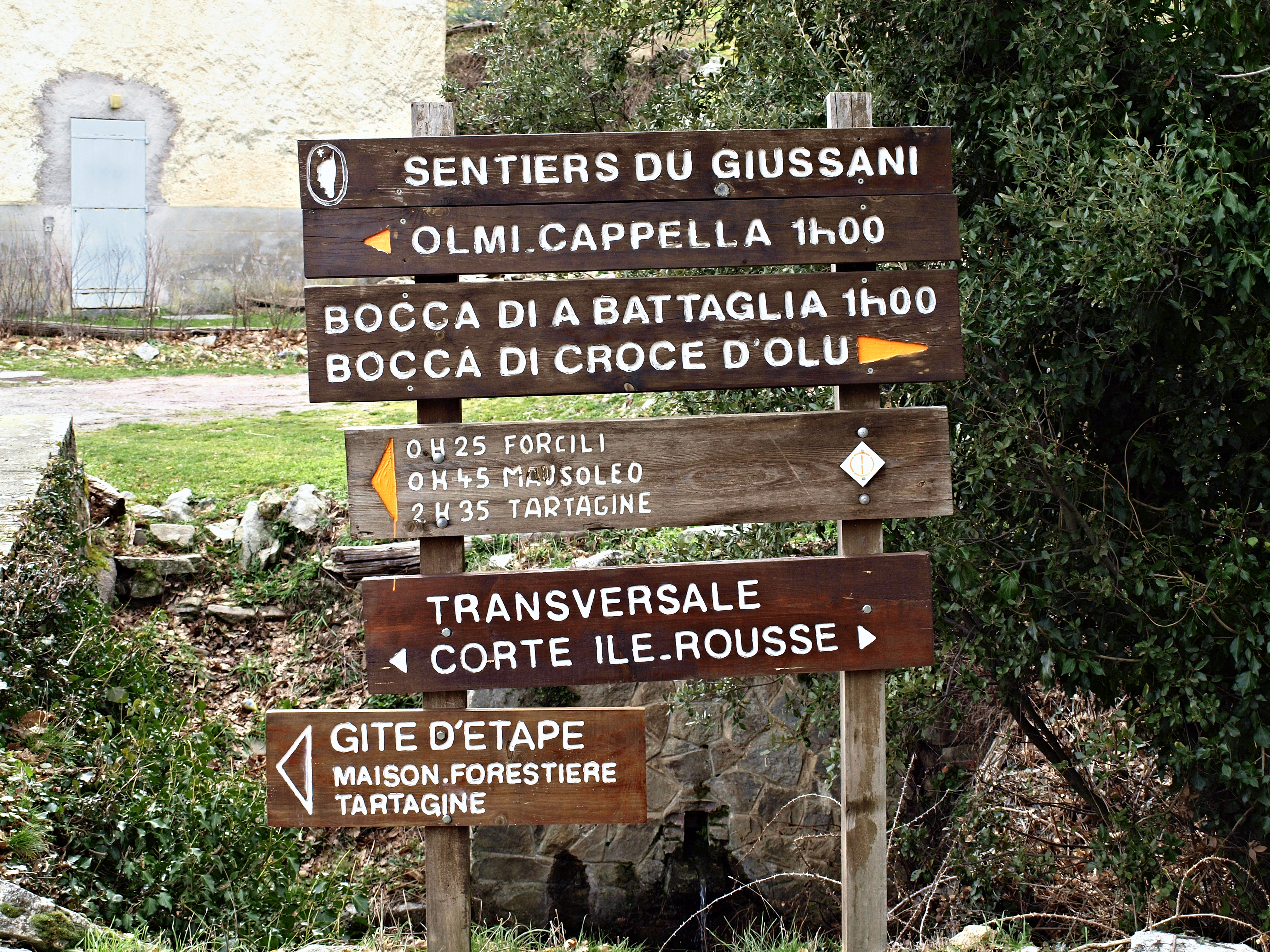
Sentiers à Pioggiola.

- Fête de San Bancraziu (Saint-Pancrace) le 12 mai
- Foire locale en août

#### Confrérie San Parteu
La confrérie San Parteu est née de la fusion des anciennes confréries du Giussani : Santa Croce de Pioggiola, Sant’Antone Abbate d’Olmi-Cappella, San Ghjacumu de Vallica et Santa Croce de Mausoleo. Elle a été officialisée à Pioggiola le 12 mai 1995, lors de la fête de Saint-Pancrace. Elle compte à ce jour 31 confrères.
San Parteu (Saint-Parthée) est un martyr qui, en compagnie d’autres chrétiens dont sainte Restitude, a subi le martyre à Calvi au IVe siècle.
les confrères fidèles à l’idéal évangélique, contribuent à la restauration et à l’embellissement des édifices religieux, animent les fêtes religieuses des villages et perpétuent les traditions de chant sacré.
Lors des cérémonies, les confrères revêtent le camail grenat.
La casazza (ou oratoire de la confrérie) est située en dehors du village, entre l'église Santa-Maria Assunta et le monument aux morts. Dans le même alignement sur la crête, se trouve le cimetière communal.
Jusqu'en 1935 tous les lundis de Pâques se déroulait une procession jusqu'à un oratoire (1 600 m) aujourd'hui ruiné, situé sous le Monte San Parteo (1 680 m). La chapelle était dédiée à saint Parthée (San Parteu), saint du Ve siècle très populaire dans le Giussani.

### Sports
- Il existe de nombreuses pistes balisées (orange) dans le Giussani, des fiches de randonnées sont disponibles à l'Office de Tourisme du Giussani.

Par ailleurs, Pioggiola est situé sur le parcours de la Transversale Corte - L'Île-Rousse - Étape Olmi-Cappella - Speloncato.
- Sites d'envol pour les parapentistes, de part et d'autre du col de Battaglia (1 099 m).

## Économie
Jadis les forêts du Giussani étaient exploitées et les Calvais en faisaient un grand commerce. De nos jours elles ne sont plus exploitées compte tenu des difficultés d'extraction du bois.

## Culture locale et patrimoine

### Lieux et monuments
- Monument aux morts, proche de la chapelle de confrérie

#### Ponts génois
Pioggiola se trouvait sur le sentier de la transhumance, entre Niolo et Balagne, ce qui explique la présence de plusieurs ponts génois dans la microrégion :
- Pont de Forcili, sur le ruisseau de Forcili
- Pont d'Avarozia, sur le ruisseau éponyme affluent du ruisseau de Forcili

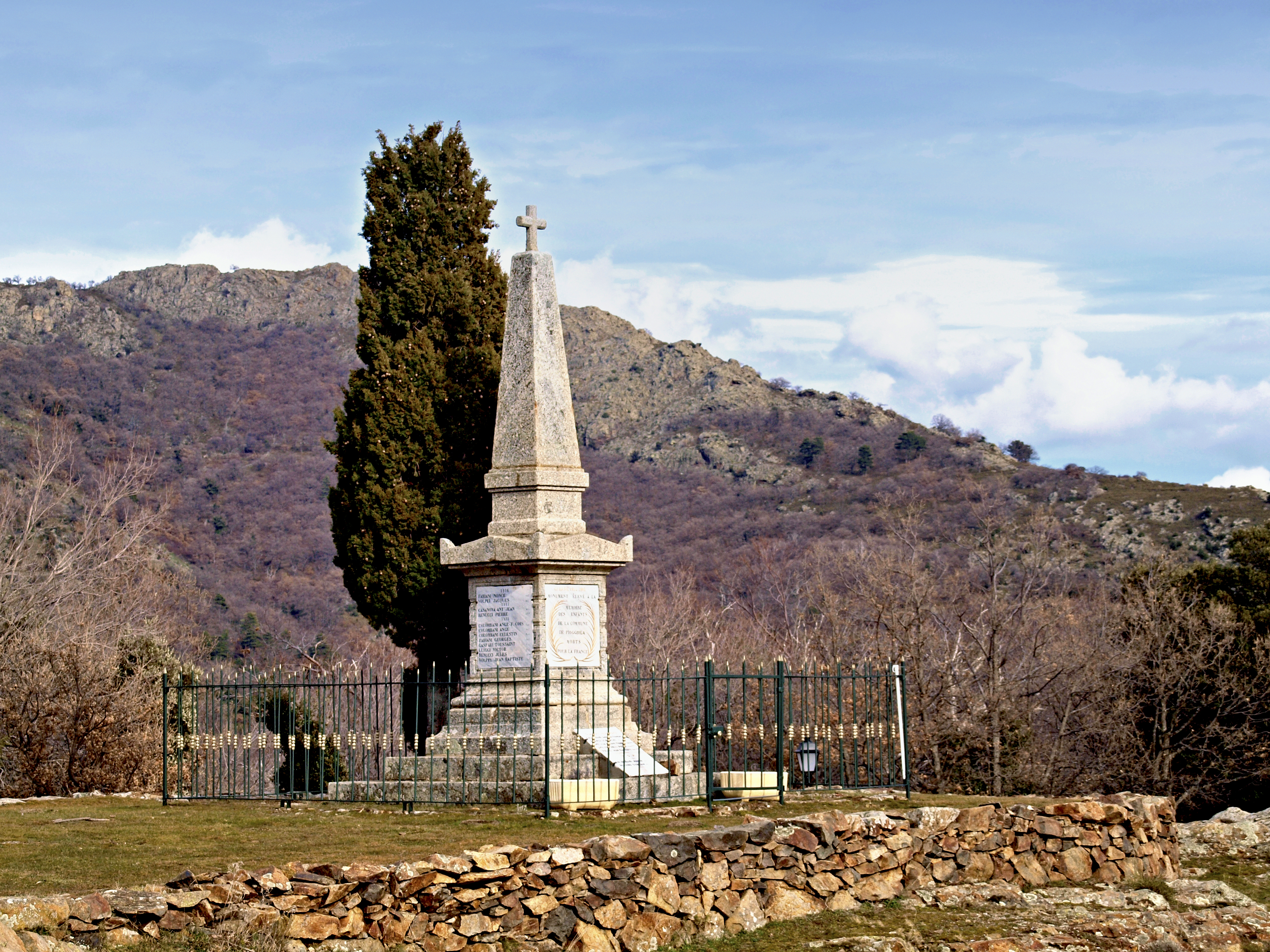
Monument aux morts.
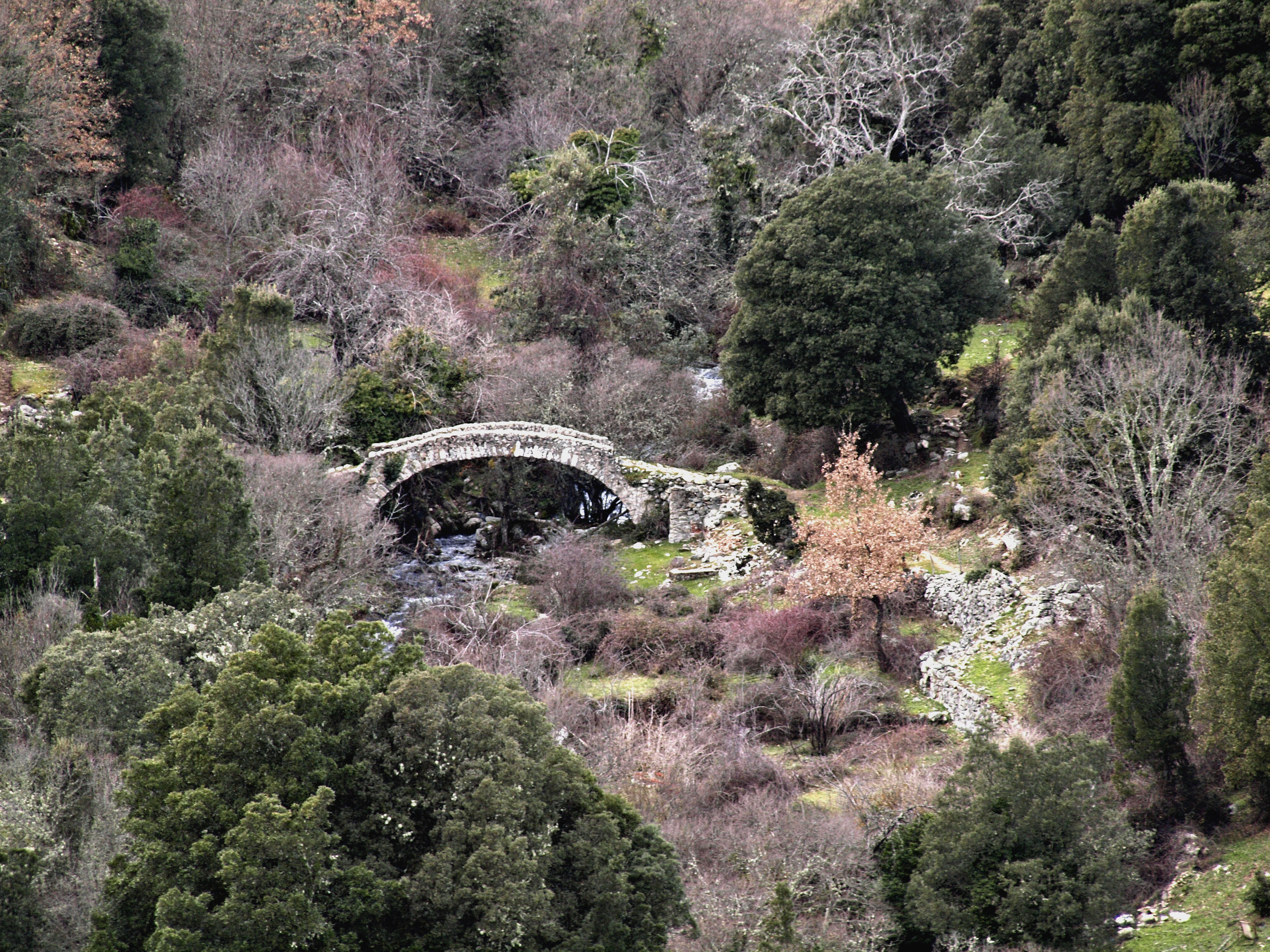
Pont génois de Forcili.
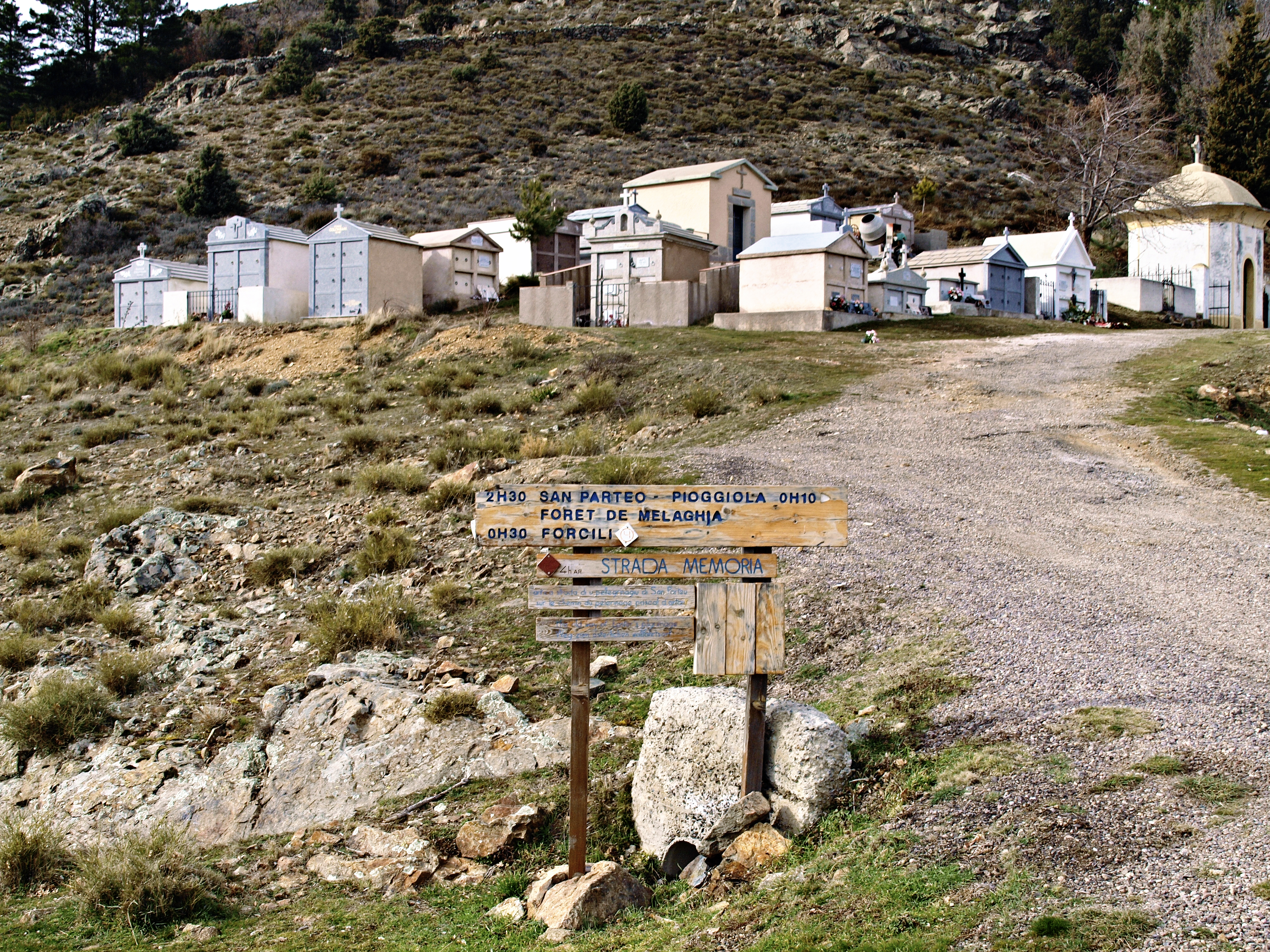
Cimetière de Pioggiola.

#### Église Santa Maria Assunta

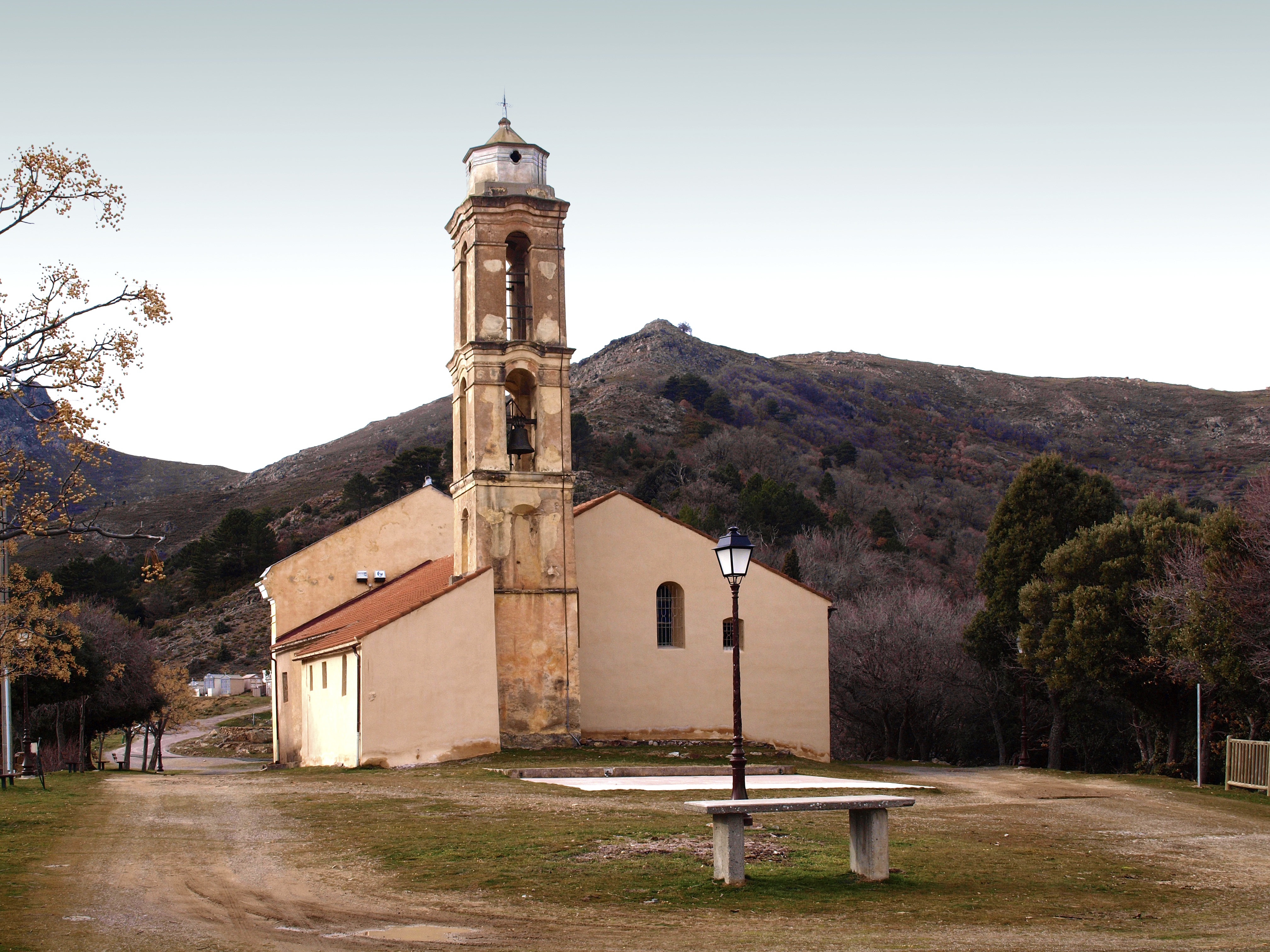
Église Santa-Maria Assunta (chevet).

L'église paroissiale Santa Maria Assunta, baroque du XVIIe siècle, à la décoration maniériste, se situe sur une arête rocheuse, dominant la vallée du Francioni. Elle recèle deux œuvres remarquables, classées au titre des Monuments historiques, propriété de la commune :
- un orgue de tribune en bois et métal, datant de 1844, des auteurs Saladini Anton-Pietro, facteur d'orgues, et Sals Alain, restaurateur[15] ;
- la partie instrumentale de l'orgue de tribune, en bois et métal, portant l'inscription de son auteur « Dt. Ottobre fecit anno Domini Antonius Patrus Saladini di Speloncato 1844 », restauré en 1996 par Alain Sals[16].

#### Chapelle Sainte-Croix

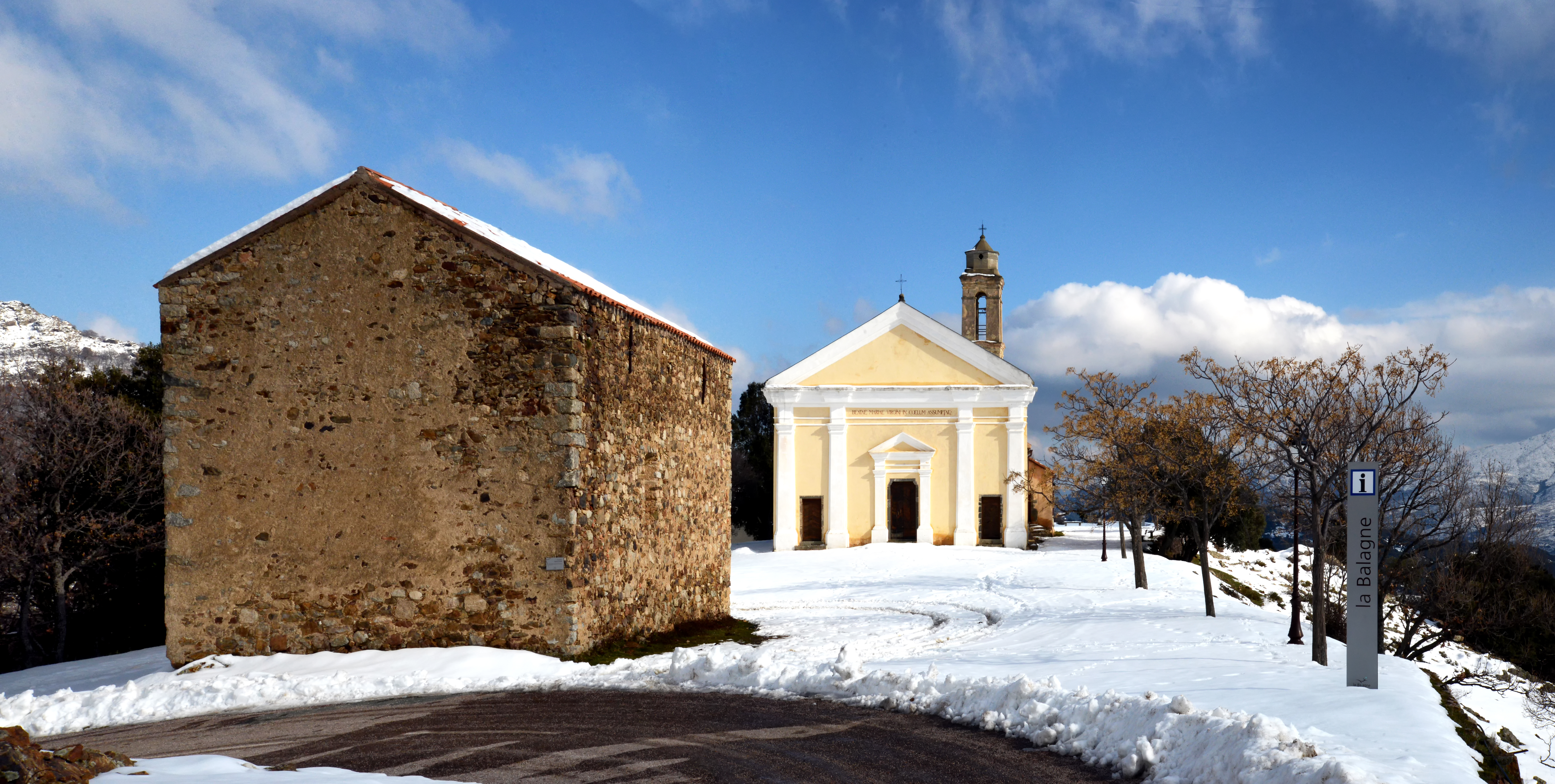
Confrérie et église paroissiale.

La chapelle Sainte-Croix voisine de l'église paroissiale, était jusqu'au début du XXIe siècle celle de la confrérie Santa Croce. Elle est devenue depuis la chapelle de confrérie San Parteu.
Elle renferme quatre œuvres remarquables, classées au titre des Monuments historiques, toutes propriété de la commune :
- tableau Nature morte, sur toile peinte à l'huile, du XVIIIe siècle, qui proviendrait de la collection Fesch[17] ;
- sièges de confrérie (stalles des confrères) en bois taillé, ciré, daté du début XVIIIe siècle[18] ;
- statue de procession Christ en Croix daté du XVIIIe siècle, en bois polychrome[19] ;
- statue Vierge en Majesté du XVIIIe siècle, en bois polychrome doré[20].

#### Autres patrimoines religieux
- Chapelle au hameau de Forcili

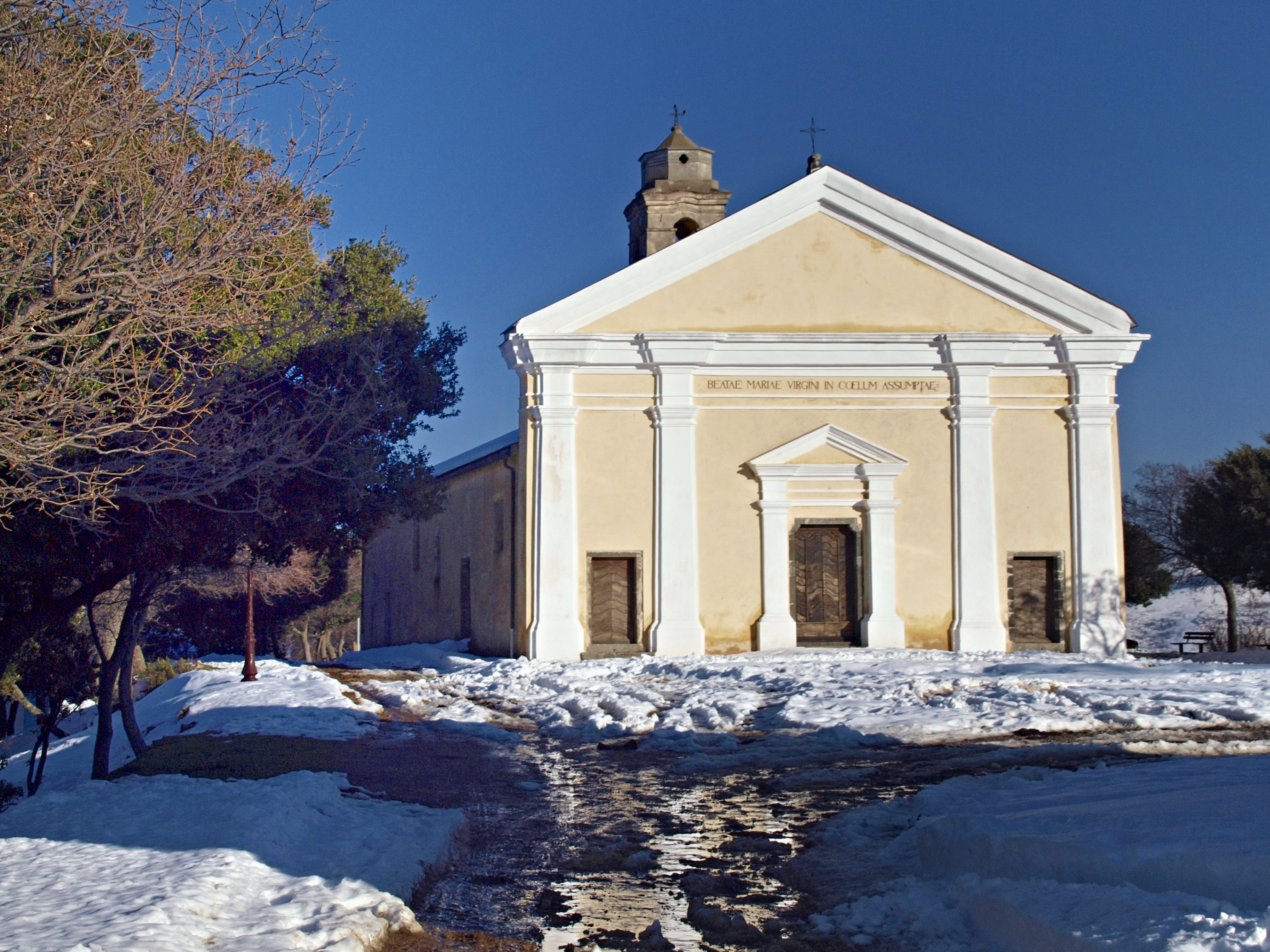
Façade antérieure de Santa-Maria Assunta.
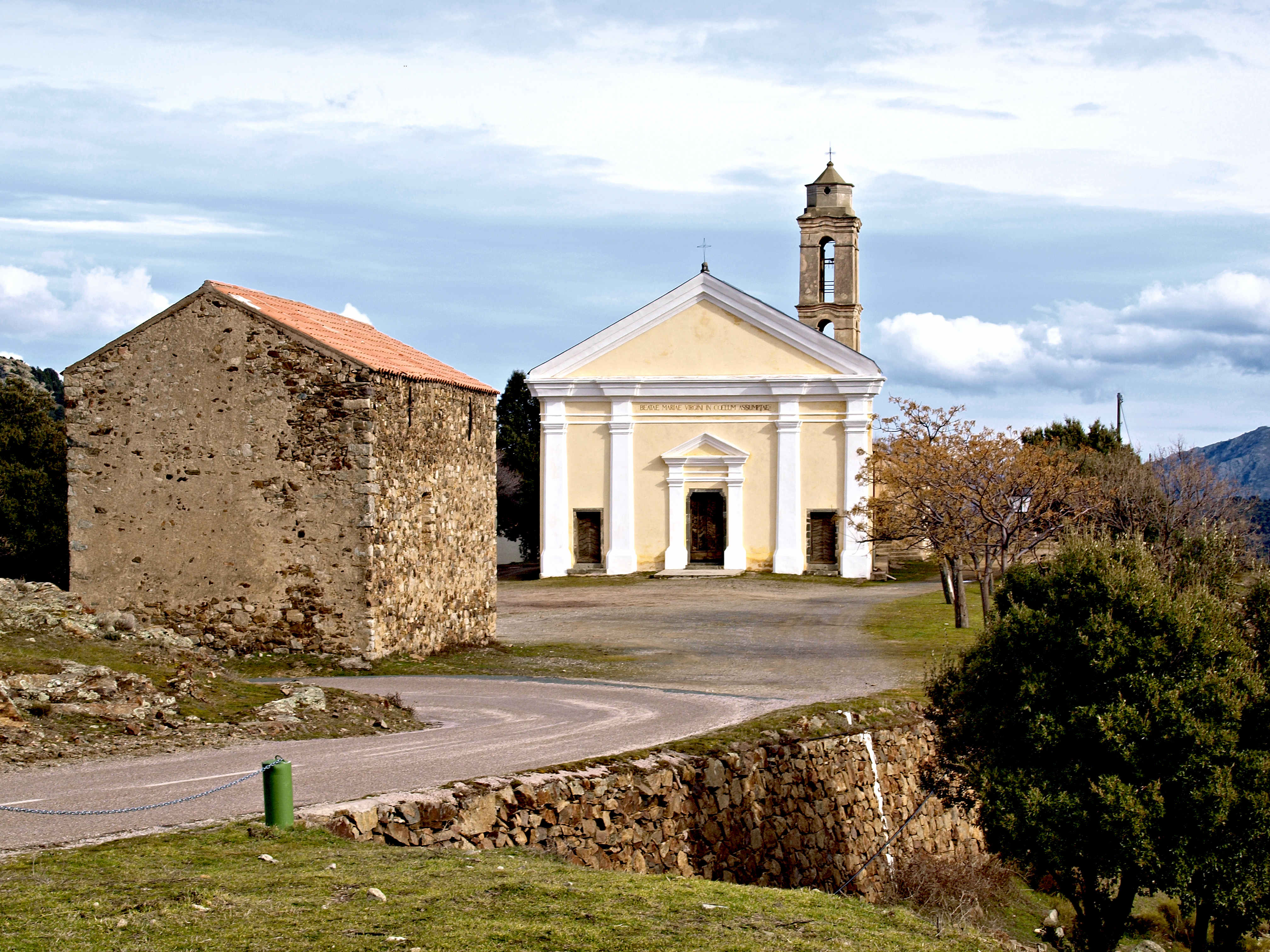
Église et chapelle de confrérie San Parteu
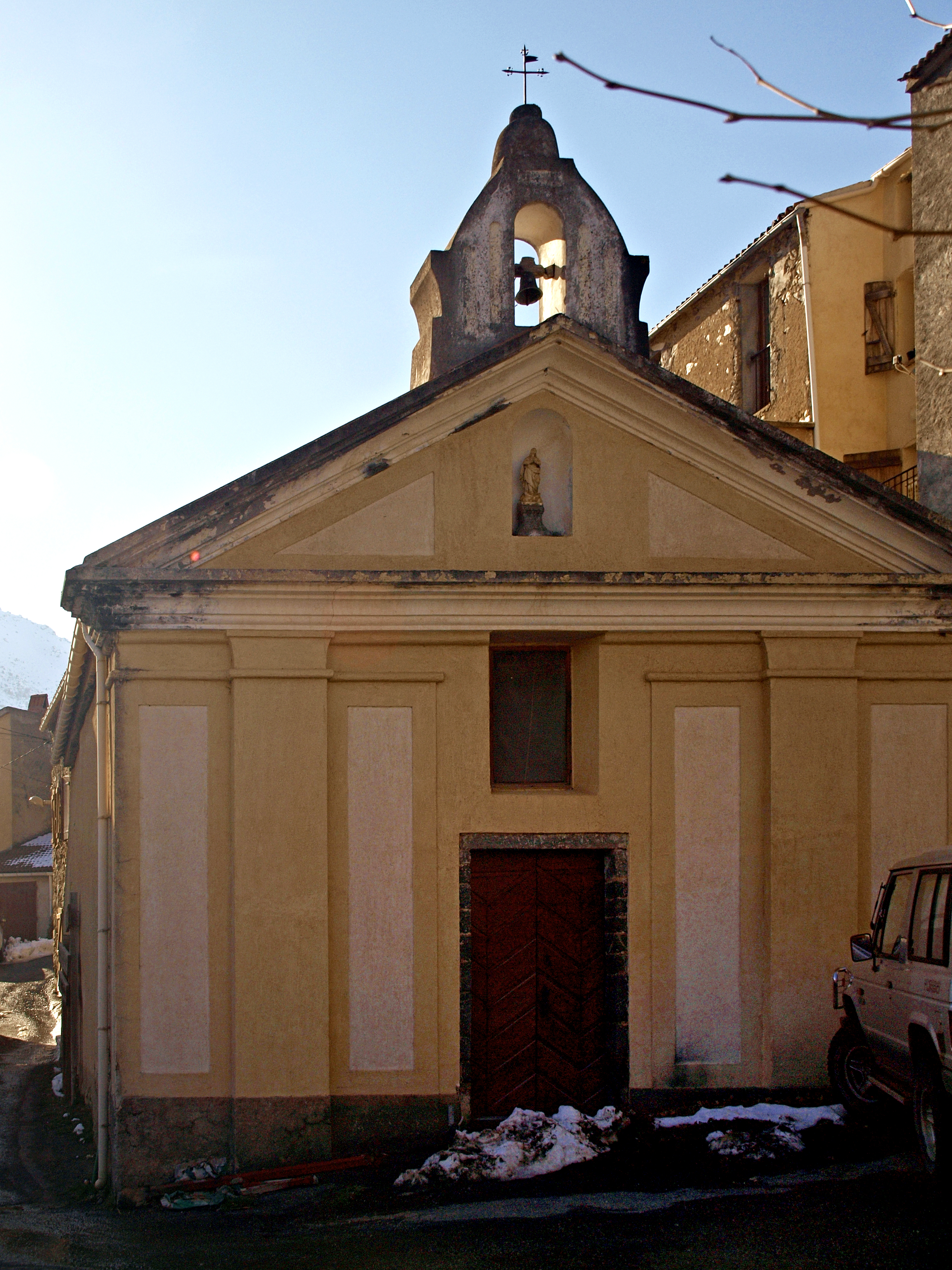
Chapelle de Forcili.
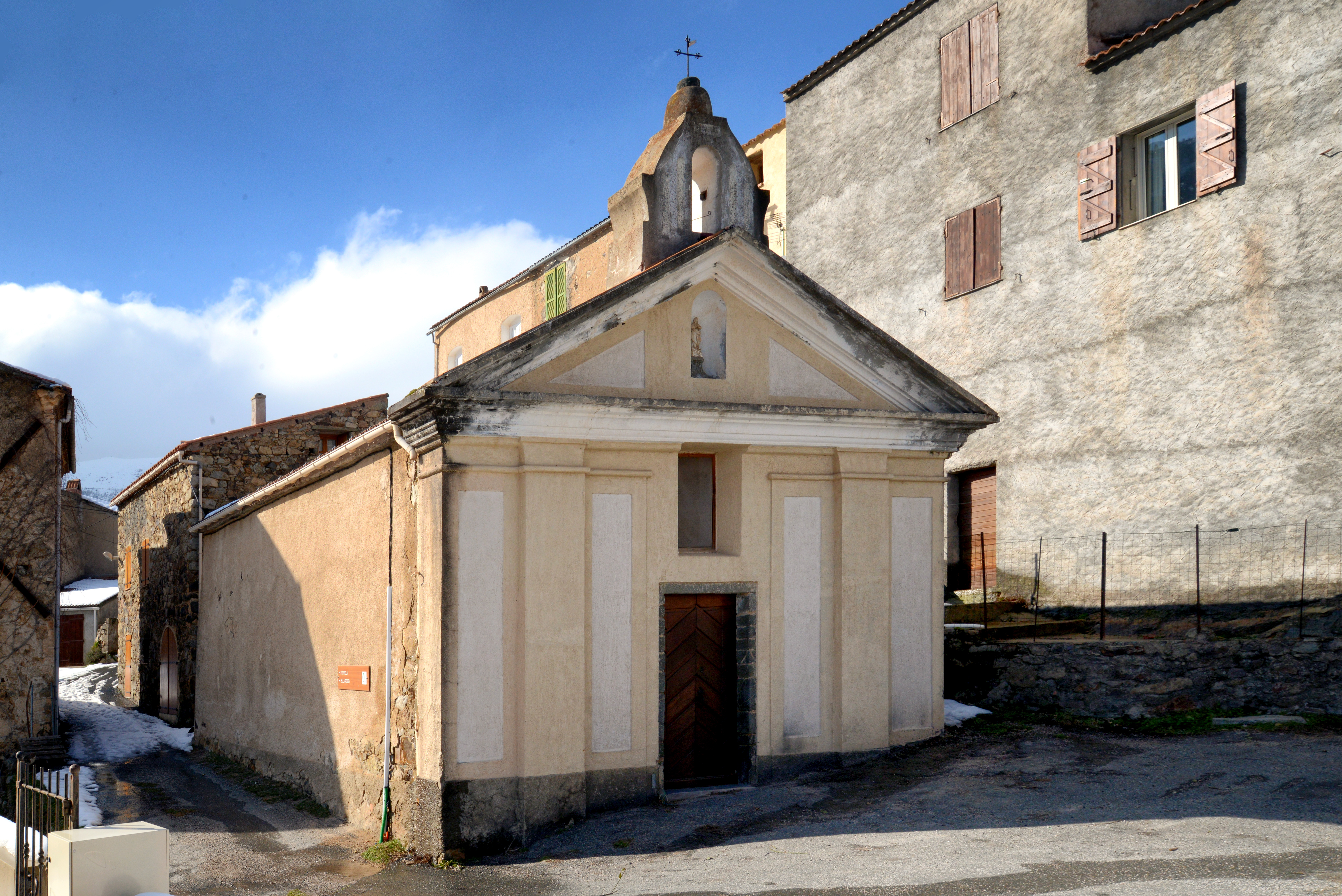
Chapelle de Forcili.

### Patrimoine culturel

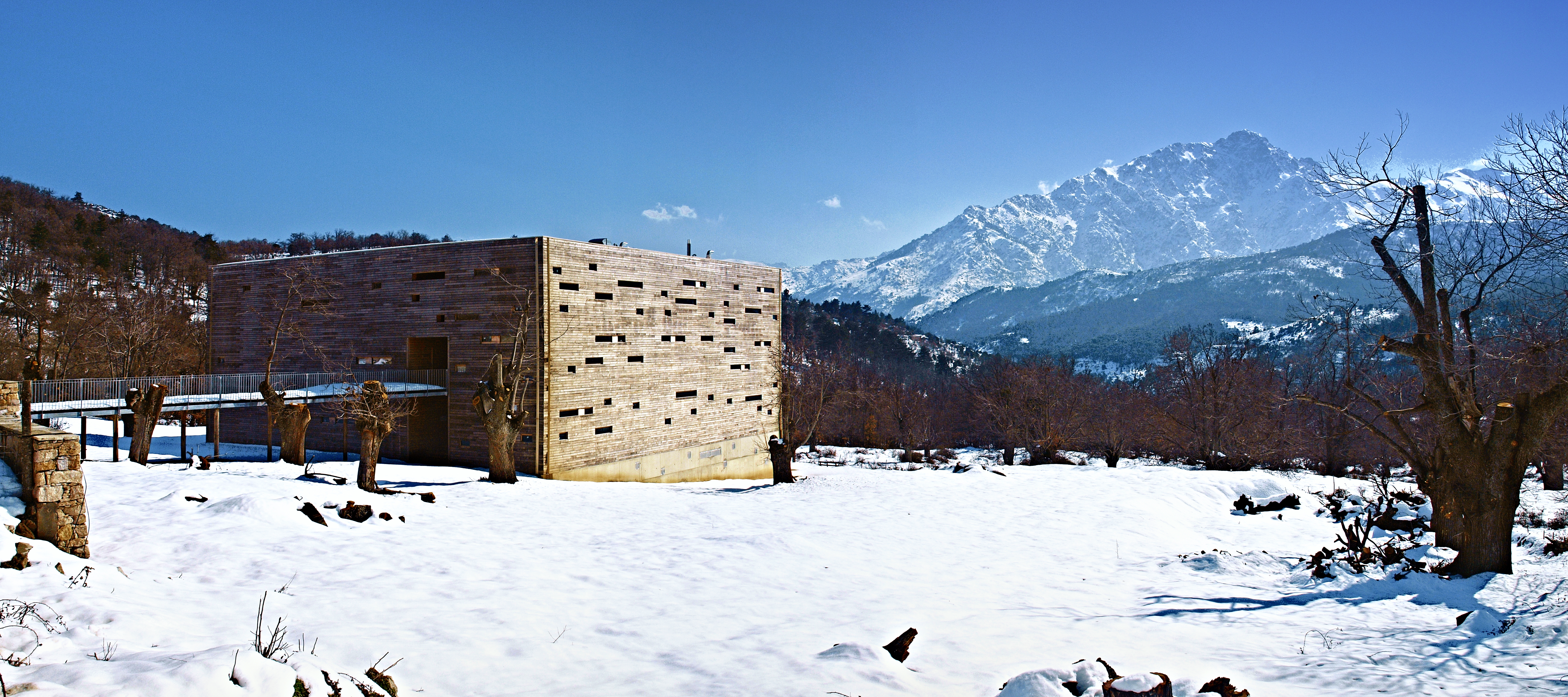
L'outil théâtral.

#### L'outil théâtralA Stazzona(La Forge)
Ce pôle théâtral est l'œuvre du Syndicat mixte du Giussani. Il a été construit avec le soutien financier de la Collectivité de Corse, de l'État et du département de la Haute-Corse.
Il est destiné et à la formation de toute personne intéressée par des projets artistiques, culturels, éducatifs liés au spectacle. Il est géré par L’A.R.I.A. (Association des Rencontres Internationales Artistiques), une association d’éducation populaire créée en 1998 par le comédien Robin Renucci.
Situé à 810 m d'altitude en pleine forêt de châtaigniers, face à l'intersection des routes D 63 et D 963, cet outil est bâti en bois de pin laricio. Il se présente sous la forme d'un gros cube.
L'outil théâtral a été inauguré le samedi 7 août 2010 à Pioggiola avec un discours inaugural prononcé par Robin Renucci.

### Patrimoine naturel

#### Parc naturel régional
Pioggiola est une commune adhérente au parc naturel régional de Corse, dans son « territoire de vie » appelé Caccia-Ghjunsani.

#### ZNIEFF
La commune est concernée par deux zones naturelles d'intérêt écologique, faunistique et floristique de 2e génération :
Chênaie pubescente de Pioggiola
La commune partage avec Olmi-Cappella la « Chênaie pubescente de Pioggiola » classée en zone naturelle d'intérêt écologique, faunistique et floristique (validation nationale 2011).
« La chênaie de Pioggiola s'étend sur des pentes exposées au nord et à l'ouest, qui se présentent sous l'aspect d'un cirque boisé dominé par la Cima di Tornabue (1 285 mètres) et le col de Battaglia (1 100 mètres). De ce col, le contraste est saisissant entre le versant balanin, complètement asylvatique et les pentes boisées du Giussani. La zone concernée est constituée d'une futaie claire à chêne pubescent qui s'est développée sur d'anciennes terrasses de cultures. De belles châtaigneraies sont également présentes sur cette zone. La strate arbustive est très peu développée en raison du couvert arboré et du pâturage ».
Crêtes et hauts versants asylvatiques du Monte Cinto
Pioggiola partage avec 15 autres communes, une vaste ZNIEFF (30 803 ha) comprenant l'ensemble du haut massif du Cinto au sens large, où prennent naissance les fleuves et les rivières Golo, Asco, Fango, Figarella, Fiume Seccu, Tartagine et Regino. Cette zone s'étend du col de Battaglia (au nord), au-dessus des villages de Speloncato et de Pioggiola, jusqu'au col de Vergio (au sud).
« Cette chaîne se distingue des autres grands massifs par sa nature géologique constituée en grande partie par des roches d'origine volcanique (rhyolites). La géomorphologie de ces reliefs est marquée par la trace des anciens glaciers (cirques, moraines, etc.) ».

### Personnalités liées à la commune
- Robin Renucci, habitant le village.

### Héraldique
| Blason à dessiner | Blason  | Écartelé : au 1er d'azur à la montagne de sinople, le sommet enneigé d'argent, au 2e de gueules à la cloche d'or, au 3e d'or à san Pancraziu de carnation, chevelé de sable, à mi-corps mouvant de la pointe, vêtu d'argent et d'un camail de gueules, tenant dans sa dextre une palme d'or et dans sa senestre un livre ouvert du même chargé à senestre d'une croix latine de sable, au 4e de sinople à trois filets d'azur ondés en barre, l'intervalle entre les filets rempli d'argent. Ornements extérieursBranche de châtaignier et de pin. |
| Blason à dessiner | Détails | Le blason comporte les éléments suivants : - le mont San Parteu ; - le concours de sonneurs de cloches ; - San Pancraziu, saint patron de la commune ; - les ruisseaux du village et la rivière Melaghja ; - le châtaignier et le pin laricciu. Adopté en 2021. |